# Fortaleza de Santo António da Ponta da Mina
La Fortaleza de Santo António da Ponta da Mina o Forte de Ponta da Mina es una fortaleza en ruinas situada al este de la capital Santo António, en la isla de Príncipe, en Santo Tomé y Príncipe. Está situada en el cabo de Ponta da Mina. La fortaleza constaba de dos partes: la Batería Real y la Batería del Príncipe.
El fuerte fue construido en 1695. En el año 1706, la ciudad de Santo António fue invadida por los franceses durante la guerra de sucesión española, destruyendo la ciudad y su fortaleza,  que fue reparada varias veces y finalmente abandonada a principios del siglo XX.